# B.G. Knocc Out
Al Hassan Naqiyy (Compton, 23 de janeiro de 1975) é um cantor de gangsta rap norte-americano. Ficou conhecido por ter participação com Eazy-E em 1993 no single "Real Muthaphuckkin G's". Ele também é o irmão mais novo do rapper Dresta, que também colaborou na canção.

## Discografia

### Álbuns de estúdio
- 2011 - Eazy-E's Protege
- 2015 - Nutty By Nature
- 2015 - Blocc Boyz
- 2017 - Uncommon
- 2017 - Da New Crip
- 2018 - 5st Regime Chance

### Colaborações
- 1995 - Real Brothas (com o dresta)
- 2015 - St. LA  (com nutty nutt)

### Compilados
- 2017 - features

### EPS
- 2017 - 1-Up